# Peter Hacks

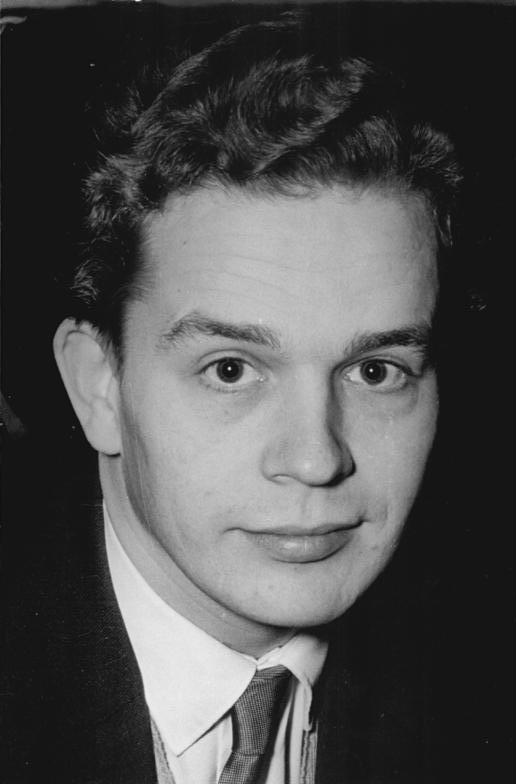
Peter Hacks (1956)

Peter Hacks (ur. 21 marca 1928 we Wrocławiu; zm. 28 sierpnia 2003 koło Groß Machnow w gminie Rangsdorf) – niemiecki dramaturg, poeta, prozaik i eseista. 

## Życiorys
Był synem lewicowego adwokata wrocławskiego. Lata powojenne spędził w zachodniej części Niemiec, maturę zdał w Wuppertalu, później mieszkał w Dachau, a następnie w Monachium, gdzie studiował na Uniwersytecie Ludwika i Maksymiliana i w 1951 obronił doktorat.
Po okresie współpracy z zachodnioniemieckimi teatrami i radiem, w 1955 przeprowadził się na stałe do NRD wraz z żoną, pisarką i tłumaczką Anną Elisabeth Wiede, razem z którą od 1960 pod wspólnym pseudonimem Saul O’Hara pisał komedie wystawiane z powodzeniem na scenach RFN. W latach 1955–1963 był kierownikiem literackim Deutsches Theater we wschodnim Berlinie. 
W 1981 został laureatem Nagrody Heinricha Manna. 

## Dzieła (wybór)

### Liryka
- Die Gedichte (1988, poszerzone w 2000 r.)
- Der Flohmarkt, Berlin, 1964
- Lieder, Briefe und Gedichte, Berlin, 1974
- Lieder zu Stücken, Berlin 1967 (poszerzone w 1978 r.)
- Die Sonne, Ravensburg, 1974
- Historien und Romanzen, Berlin, 1985
- Tamerlan in Berlin. Gedichte aus der DDR, 2002
- 100 Gedichte, 2004

### Dramat

#### Wczesne sztuki
- „Das Volksbuch vom Herzog Ernst” (1953)
- „Eröffnung des indischen Zeitaltes” (1954)
- „Die Schlacht bei Lobositz” (1955)
- „Der Müller von Sanssouci” (1957)
- „Die Kindermörderin” (1957)

#### Dramaty
- „Die Sorgen und die Macht”, (1959 - 1962: insgesamt drei Fassungen)
- „Moritz Tassow” (1961, UA 1965, Volksbühne Berlin, Regie: Benno Besson, Bühne: Fritz Cremer)
- „Der Frieden” (1962)
- „Polly” (1963)
- „Die schöne Helena” (1964)
- „Margarete in Aix” (1966)
- „Amphitryon” (1967)
- „Noch einen Löffel Gift, Liebling?” (Libretto für Siegfried Matthus, 1967)
- „Prexaspes” (1968)
- „Omphale” (Drama und Libretto für Siegfried Matthus, 1969)
- „Columbus oder: Die Weltidee zu Schiffe” (1970, 2. Fassung der „Eröffnung des indischen Zeitaltes”)
- „Numa” (1971, eine zweite Fassung: 2002)
- „Adam und Eva” (1972)
- „Die Vögel” (Libretto, 1973)
- „Das Jahrmarktsfest zu Plundersweilen” (1973)
- „Ein Gespräch im Hause Stein” (1974)
- „Rosie träumt” (1974)
- „Die Fische” (1975)
- „Senecas Tod” (1977)
- „Armer Ritter” (Märchendrama, 1977)
- „Pandora” (1979)
- „Musen” (Vier Szenen, 1979)
- „Die Binsen” (1981)
- „Die Kinder” (Märchendrama, 1981, UA 1985, Theater Greifswald R.: Manfred Dietrich)
- „Barby” (1982, nach „Er ist wieder da” von Rudi Strahl, UA Halle 1987 R.: Sodann)
- „Maries Baby” (Märchendrama, 1982)
- „Da Capo” (Libretto, 1982)
- „Fredegunde” (1984)
- „Jona” (1986)

#### Późniejsze sztuki
- „Fafner, die Bisam-Maus” (1991)
- „Der Geldgott” (1991, UA 1993, Theater Greifswald, Regie: Manfred Dietrich)
- „Der Maler des Königs” (1991)
- „Die Höflichkeit des Genies” (Dramolett, 1992)
- „Genovefa” (1993, UA 1995 Städt. Theater Chemnitz)
- „Orpheus in der Unterwelt” (Libretto und Operett für Schauspieler, 1995)
- „Bojarenschlacht” (1996)
- „Tatarenschlacht” (1996, UA 2005, Theater Erlangen)
- „Der falsche Zar” (1996)
- „Der Bischof von China” (1998)
- „Der Parteitag” (Dramolett, 2003)
- „Phraates” (Dramolett, 2003)
- „Berliner Novelle” (Dramolett, 2003)

### Epika

#### Opowiadania
- „Ekbal, oder Eine Theaterreise nach Babylon” (1961)
- „Der Schuhu und die fliegende Prinzessin” (1963)
- „Geschichte einer Oper” (1972)
- „Magister Knauerhase” (1982)
- „Die Gräfin Pappel” (1992)

#### Bajki
- „Das Windloch” (1955)
- „Das Turmverlies” (1961)
- „Onkel Mo” (1981)
- „Kinderkurzweil” (Sammlung aller Märchen, 1981 und (erweitert) 2003)

#### Powieści dla dzieci
- „Liebkind im Vogelnest” (1984)
- „Prinz Telemach und sein Lehrer Mentor” (1993)

### Eseje

#### Zbiory eseistyczne
- Peter Hacks: Die Maßgaben der Kunst. Gesammelte Aufsätze, Berlin, 1977 (erweitert 1996 und 2003)
- Peter Hacks: Am Ende verstehen się es. Politische Schriften 1988 - 2003, André Thiele (Hrsg.), Berlin: Eulenspiegel 2005.

#### Krótsze eseje
- Über den Stil in Thomas Manns „Lotte in Weimar” (1949)
- Das Theaterstück des Biedermeier (Promotion, 1951)
- Einige Gemeinplätze über das Stückeschreiben (1956)
- Literatur im Zeitalter der Wissenschaften (1959)
- Versuch über das Theaterstück von morgen (1960)
- Die Ästhetik Brechts (1961)
- Über den Vers in Müllers Umsiedlerin-Fragment (1961)
- Faust-Notizen (1962)
- Iphigenie oder Über die Wiederverwendung von Mythen (1963)
- Interview. Nach einem ungedruckten Interview von Alexander Weigel mit dem Verfasser (1964)
- Das Poetische (1966)
- Utopie und Realität. Vorwort zu „Das Poetische” (1966)
- Kunst und Revolution (1971)
- Die Entstehung des „Herzogs Ernst” (1972)
- Über „Adam und Eva” (1972)
- Butzbacher Autorenbefragung (1972)
- Über das Revidieren von Klassikern (1975)
- Das Arboretum (1975)
- Drei Blicke aus Tasso und ein schielender (1975)
- Über das Gegenwartsdrama, abschließend. Zu „Moritz Tassow” (1976)
- Der Fortschritt in der Kunst (1976)
- Der Meineiddichter (1976)
- Numa oder die Mitte (1977)
- Kein Wort über mich. Vorwort zu „Über Hacks und die Welt” (1977)
- Klassik und Romantik in der DDR. Vorwort zu „Lyrik bis Mitterwurzer” (1977)
- Arion (1978)
- Saure Feste. Zu „Pandora” (1980)
- Eine Goethesche Auskunft zu Fragen der Theaterarchitektur (1982)
- An Träger (1983)
- Die Geburt der Schwankes aus dem Geiste der Tragödie. Zu „Barby” (1984)
- Die lustigen Weiber von Paris. zu „Fredegunde” (1984)
- „Jona”. Beiwerk und Hintersinn (1987)
- Die wissenschaftliche Gesellschaft und ihr Herr Nachbar (1989)
- Vorwort zu „Die freudlose Wissenschaft” (1990)
- Ein Motto von Shakespeare über einem Lustspiel von Büchner (1990)
- Unter den Medien schweigen die Musen (1990)
- Die Schwärze der Welt im Eingang des Tunnels (1990)
- Mehrerlei Langeweile (1994)

#### Dłuższe eseje
- Schöne Wirtschaft. Ästhetisch-Ökonomische Fragmente (1987)
- Ascher gegen Jahn (1988/89)
- Ödipus Königsmörder. Über Voltaires Dramen (1991)
- Zur Romantik (2000)

## Nagrody
- 1954: Nagroda Dramaturgiczna Miasta Monachium (Dramatiker-Preis der Stadt München)
- 1974: Nagroda Państwowa Niemieckiej Republiki Demokratycznej II klasy
- 1977: Nagroda Państwowa Niemieckiej Republiki Demokratycznej I klasy
- 1981: Nagrody Heinricha Manna

## Opracowania
- Christoph Trilse: Das Werk des Peter Hacks, Berlin, 1981
- Peter Schütze: Peter Hacks. Ein Beitrag zur Ästhetik des Dramas, Kronberg, 1976
- Andrea Jäger: Der Dramatiker Peter Hacks: vom Produktionsstück zur Klassizität, Marburg 1986
- TOPOS, Themenheft Peter Hacks, Nr. 23, Neapel 2005, 160 S. (ISSN 0943-1810).
- Andre Thiele (Hrsg.): In den Trümmern ohne Gnade. Festschrift für Peter Hacks, Berlin, 2003
- Pasiphaë (Hrsg.): Was ist das hier? 130 Anekdoten über Peter Hacks und dreizehn anderweitige, Berlin, 2003
- Armin Stolper: Gespräche auf dem Friedhof mit dem anwesenden Herrn Hacks, Berlin, 2004